# Festival Internacional de Cinema da Índia

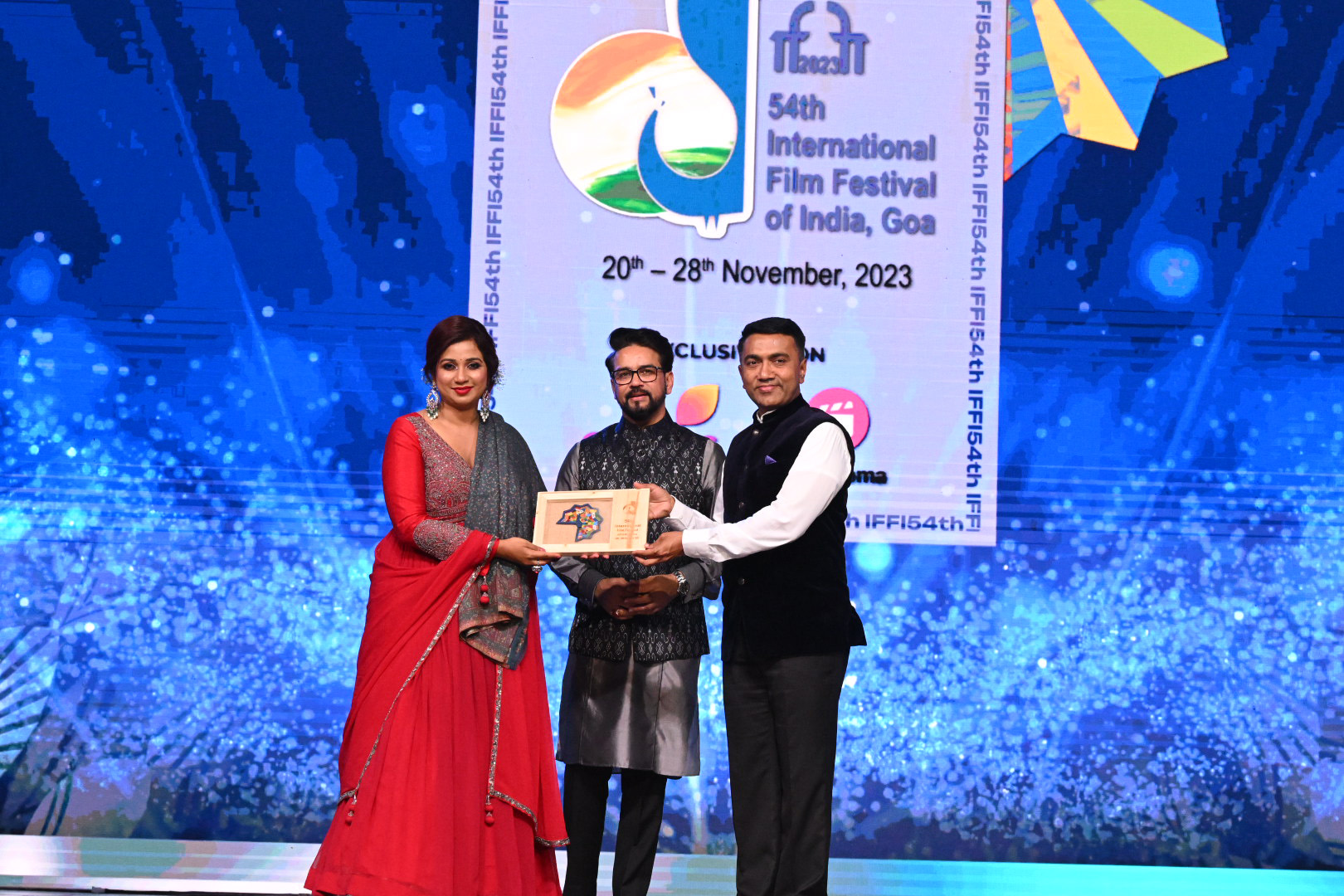
O ministro da Informação e Desporto, Anurag Thakur, o secretário de Estado L. Murugan e o ministro-chefe de Goa, Pramod Sawant, homenageiam personalidades do cinema na abertura do 54.º Festival Internacional de Cinema da Índia (IFFI), em Goa (20 nov. 2023)

O Festival Internacional de Cinema da Índia (International Film Festival of India, IFFI)  é um festival de cinema criado em 1952 e realizado anualmente desde 1975. Acontece  entre a última semana de novembro e o início de dezembro e dura dez a onze dias. O grande prêmio é o "Pavão de Ouro" (Golden Peacock). Além disso, há um prêmio em dinheiro, no valor de 4 milhões de rupias (aproximadamente USD 80.000), que é dividido entre o diretor e o produtor vendedores.
O festival é organizado conjuntamente pelo Ministério da Informação e Radiodifusão e pelo Governo do Estado de Goa. 
O evento é reconhecido pela Federação Internacional das Associações de Produtores de Filmes (FIAPF), organização criada em 1977 e composta por 31 associações de 25 dos principais países em produção audiovisual. A FIAPF também é encarregada da supervisão de festivais internacionais de cinema, incluindo alguns dos mais importantes do mundo.
Anteriormente, o festival era realizado em Nova Delhi, tendo sido transferido para Goa. O evento "visa fornecer uma plataforma comum para as cinematografias do mundo para projetar a excelência da arte cinematográfica", além de "contribuir para a compreensão e valorização da cultura cinematográfica de diferentes nações, no contexto de seu ethos social e cultural", e "promover a amizade e a cooperação entre os povos do mundo".